# 哨子河
哨子河，位于中华人民共和国辽宁省东部的一条河流，是大洋河左岸支流，因其落差大、哨口多而得名。源头也称牧牛河，发源于岫岩满族自治县牧牛镇益临店村韩家岭以北千山山脉黑背正岔岭，向东流经牧牛镇，于三家子镇岳山村左纳三家子河后转东南流，经药山镇、黄花甸镇、朝阳镇、大营子镇双山村等地，自哨子河乡振江村生菜沟起成为岫岩县与凤城市的界河，南流至哨子河乡以东的小岭沟汇入大洋河。河流全长137.07千米，流域面积2258.6平方千米，河道平均比降1.27‰，年均径流量9.83亿立方米。